# Hopak

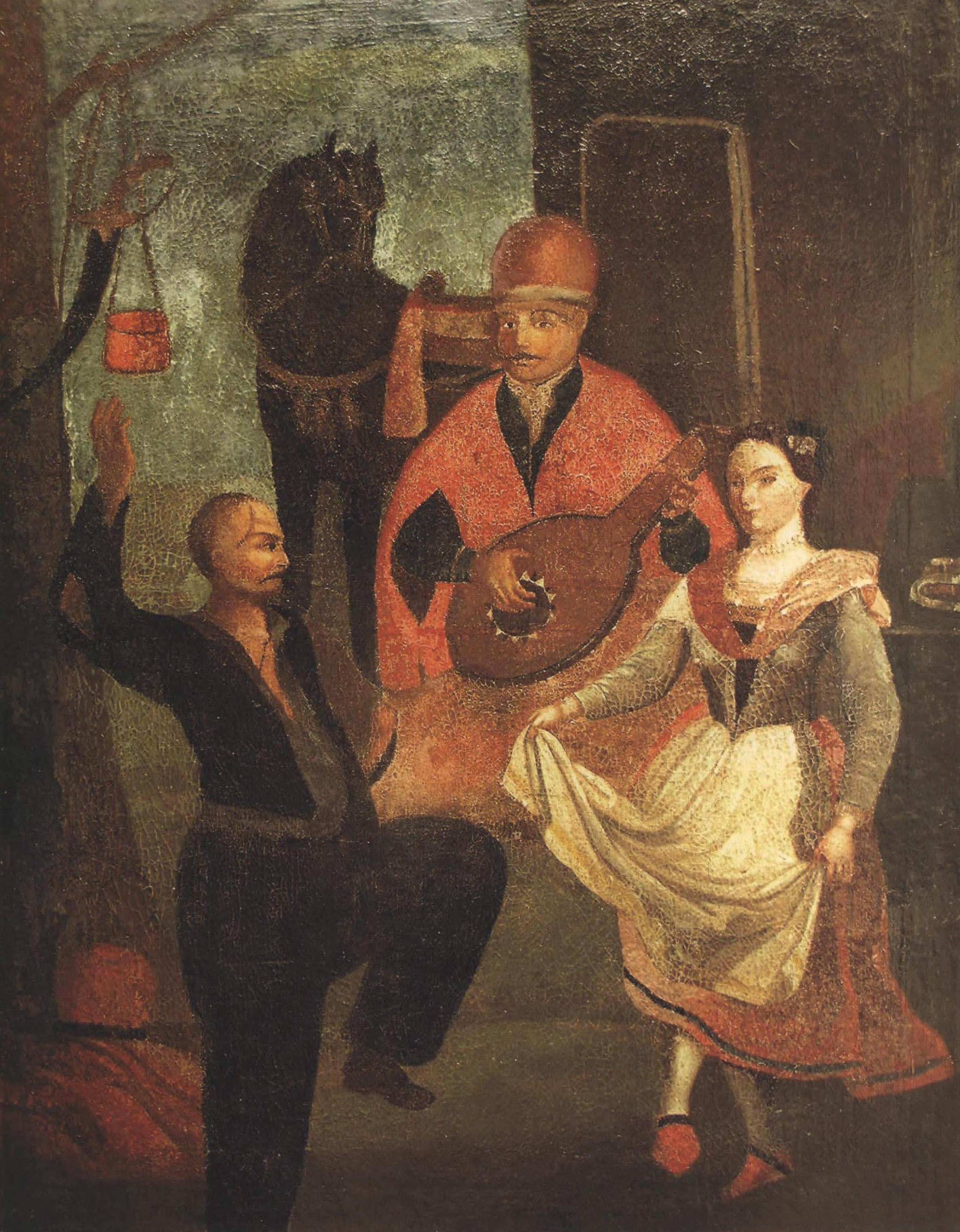
hopak

Hopak – ukraiński taniec ludowy w metrum 2/4, a także sztuka walki (zob.: hopak bojowy).
Taniec powstał na Siczy Zaporoskiej. Została w nim zakodowana sztuka walki za pomocą kopnięć i podcięć, a w wersji z szablą – walka tą bronią.
Jego cechą charakterystyczną jest to, że jest to jeden z najbardziej popisowych tańców i tańczy się go zazwyczaj na koniec występu.